# Wyre (borough)
Pour les articles homonymes, voir Wyre.
Wyre est un district ayant le statut de borough, situé dans le Lancashire en Angleterre.